# La Vavetz
La Vavetz (en francès Lavaveix-les-Mines) és una comuna (municipi) de França, a la regió de la Nova Aquitània, departament de la Cruesa, al districte d'Aubusson i cantó de Chénérailles (és la comuna més poblada del cantó).
La seva població al cens de 1999 era de 838 habitants. Està integrada a la Communauté de communes de Chénérailles, de la que n'és la població més gran.

## Demografia
| 1962                                       | 1968  | 1975  | 1982 | 1990 | 1999 | 2007 |
| ------------------------------------------ | ----- | ----- | ---- | ---- | ---- | ---- |
| 1.061                                      | 1.175 | 1.043 | 989  | 964  | 836  | 813  |
| Des de 1962: població sense dobles comptes |       |       |      |      |      |      |

## Administració
| Període | Identitat        | Partit |
| ------- | ---------------- | ------ |
| 2001-   | Pierre Brignolas | UMP    |